# Agnello pasquale (dolce)
L'agnello pasquale è un dolce tipico pasquale del comune di Favara, costituito da pasta reale e pasta di pistacchio.

## Storia
Tra la fine dell'Ottocento e gli inizi del Novecento si ha qualche traccia di dolci di pasta reale e pasta di pistacchio a Favara, tra cui la frutta martorana, di origine palermitana, e l'Agnello pasquale.
La tradizione narra che le prime a preparare questo dolce furono le suore del Collegio di Maria del quartiere "Batia" di Favara. La ricetta veniva tramandata oralmente, dalle suore più anziane a quelle più giovani. Una delle prime ricette dell'Agnello pasquale porta la data del 1898 ed è appartenuta ad una ricca famiglia della borghesia agraria e solfifera dell'Ottocento favarese.
Allora era un dolce poco diffuso e di produzione strettamente familiare, in quanto non poteva competere con i cannoli siciliani, 'Cciardoni e tanti altri dolci tipici siciliani apprezzati da cento anni addietro dai favaresi.
Ne fa alcuni accenni lacunosi il barone Antonio Mendola, illustre benefattore favarese.
Questo dolce è stato assaggiato il 12 maggio 1923, da mons. Giuseppe Roncalli (1881-1963 - eletto Papa Giovanni XXIII il 28-10-1958), quando, essendo in visita ad Agrigento e dovendo rientrare a Roma, il canonico Antonio Sutera volle accompagnarlo fino a Caltanissetta e, passando per Favara, insieme si fermarono nella sua residenza di via Umberto per prendere un caffè e, per l'occasione, assaggiare questo dolce favarese preparato da suor Concetta Lombardo del Collegio di Maria.
Il dolce venne talmente apprezzato da mons. Roncalli, al punto tale che a 40 anni esatti dalla visita ad Agrigento-Favara, precisamente l'11 maggio 1963, ricevendo il nuovo vescovo ausiliare di Agrigento, mons. Calogero Lauricella, accompagnato per l'occasione, dal teologo Antonio Sutera (nipote del canonico Antonio Sutera), studente all'Università di Roma, papa Giovanni XXIII volle ricordare due cose in particolare: la visita effettuata ai templi di Agrigento e il gusto particolare dell'Agnello pasquale, consumato a Favara.
Il canonico Sutera, quando era direttore diocesano delle pontificie opere missionarie e rettore del seminario di Agrigento più volte ha omaggiato mons. Roncalli di questo squisito dolce favarese e successivamente, riprendendo una vecchia e nobile tradizione, anche il Movimento Giovanile Studentesco di Favara, il cui promotore era il sac. Antonio Sutera (nipote del suddetto canonico), a quell'epoca rettore della chiesa del Rosario di Favara.
Di generazione in generazione la ricetta è stata tramandata ed è arrivata fino ai nostri tempi. Data la grande produzione di questo dolce intorno alla metà del Novecento, Favara è stata denominata "Città dell'Agnello pasquale", istituende addirittura una sagra.

## Sagra dell'Agnello pasquale
Nata di recente, precisamente nel 1997 per iniziativa di Antonio Moscato in qualità di Assessore Comunale alla Cultura, la Sagra dell'Agnello pasquale, che si svolge ogni anno nel periodo di Pasqua al Castello Chiaramonte di Favara, comprende una serie di giornate nelle quali le persone possono andare a guardare e gustare il dolce della tradizione favarese preparato dai varie pasticcerie della città.
Inoltre si può assistere alla preparazione del dolce grazie ai pasticceri favaresi e all'opera degli alunni dell'Istituto alberghiero Gaspare Ambrosini di Favara, che mostrano le fasi della preparazione degli impasti, dell'assemblaggio del dolce e delle varie decorazioni.
La sagra valorizza il paese di Favara attirando visitatori da tutti i comuni della provincia di Agrigento e della Sicilia.

## Il dolce
L'Agnello Pasquale è costituito da:
- pasta reale, ottenuta dalla lavorazione a caldo di mandorle tritate, acqua e zucchero;
- pasta di pistacchio, che costituisce il ripieno, ottenuta dalla lavorazione a caldo di pistacchi tritati, acqua e zucchero.

Per aromatizzare si può usare scorza di limone grattugiata e profumo di vaniglia. La classica decorazione è la "velata", cioè zucchero fondente che copre l'intero Agnello, tranne testa e collo.

## Curiosità
- Nell'edizione 2003 della sagra dell'Agnello Pasquale è stato realizzato un agnello di 202 kg, che è entrato nel Guinness dei primati.[3]
- Due chef favaresi sono apparsi su Rai 2 nella trasmissione Mattina in famiglia per mostrare la preparazione dell'Agnello Pasquale.[4]